# 立田真文
立田 真文（たてだ まさふみ）は、 日本の環境化学・環境工学者。富山県立大学工学部環境・社会基盤工学科准教授。工学修士（ドレクセル大学）・工学博士（大阪大学）。富山県地方自治研究センター理事。日本水処理生物学会編集委員会委員。新潟市田園資源活用検討委員会アドバイザー2015委員。
専門は、環境化学・環境工学、衛生工学・水資源工学、循環型社会工学・サステイナブル工学・地球廃棄物処理工学、環境教育工学。

## 略歴
1988年大阪工業大学工学部応用化学科卒業。ファミリー企業で技術マネジメント・生産管理などに従事。1993年ドレクセル大学大学院環境工学科修士課程修了、工学修士（ドレクセル大学）。1998年大阪大学大学院工学研究科環境工学専攻博士課程修了、工学博士（大阪大学）。同大学大学院工学研究科環境システム講座助手などを経て、2002年富山県立大学に着任。助教授を経て、2009年同大学工学部環境工学科准教授。2017年同学部環境・社会基盤工学科准教授。
主な所属学会は、廃棄物資源循環学会、日本水処理生物学会、日本珪素医科学学会など。主な受賞は、環境技術研究協会論文賞(2003)。主な著書は、ごみゼロ社会は実現できるか(改訂版）- 日本エネルギー学会編（共著、コロナ社2023、学術書）、ロマンティック廃棄物（単著、電気書院2006）。

## 主な研究
- ベトナム・ハノイにおける廃棄物最終処分場浸出水の汚染実態調査ならびに促進酸化による有機物および色度除去法の検討 - 国立環境研究所・ベトナム国家大学ハノイ校・大阪大学との共同研究[2]
- もみ殻に含有されるアモルファスシリカの機能性ナノ粒子化による医療分野への応用[3]
- 下水処理場におけるノニルフェノールポリエトキシレートおよびその代謝産物の挙動
- ミジンコウキクサWorffia arrhizaの生長と休眠芽の形成に及ぼす有機物添加の影響
- マイクロ水力発電用螺旋水車の動力特性と効率化に関する研究
- 健全な水循環を理解するための大学における流域環境教育プログラム